# Amazon S3
Amazon Simple Storage Service (Amazon S3) – internetowy nośnik danych firmy Amazon, ma prosty w obsłudze interfejs WWW, który umożliwia dostęp do przechowywanych danych i zarządzanie nimi. Ilość przechowywanych danych jest praktycznie nielimitowana. Jakość i skalowalność infrastruktury Amazon S3 jest taka sama jak ta używana przez firmę Amazon do udostępniania i zarządzania własną, globalną siecią stron internetowych.

## Funkcjonalność
1. Zapis, odczyt i usuwanie obiektów o rozmiarze od 1 bajta do 5 terabajtów danych każdy. Ilość obiektów jest nieograniczona.
2. Każdy obiekt przechowywany jest w komorze (bucket) i dostępny dzięki unikatowemu kluczowi przydzielonemu użytkownikowi.
3. Komora (bucket) może być przechowywana w jednym z kilkunastu regionów. Możesz wybrać region ze względu na czas dostępu, koszt i kwestie prawne. S3 jest obecnie dostępny w USA, Irlandii, Singapurze, Japonii, Australii i Brazylii.
4. Obiekt przechowywany w danym regionie nigdy go nie opuszcza dopóki nie zostanie przeniesiony przez użytkownika.
5. Obiekty mogą być publiczne lub prywatne. Zasady dostępu są zróżnicowane i mogą być dostosowane do potrzeb użytkownika lub (kilku) użytkowników.
6. Ustandaryzowane interfejsy REST i SOAP pozwalają na pracę z różnorodnymi narzędziami do rozwoju Internetu.
7. Warstwy funkcyjne i protokoły mogą być w łatwy sposób dodawane. Domyślnym protokołem jest HTTP. Dla użytkowników komercyjnych dostępny jest także interfejs protokołu BitTorrent.